# 第65届戛纳电影节
第65屆坎城影展于2012年5月16日至5月27日在戛纳举办。意大利电影导演南尼·莫莱蒂担任主竞赛单元评审团主席。英国男演员蒂姆·罗斯担任一種注目单元评审主席。法国女演员贝热尼丝·贝乔主持开幕与闭幕典礼。
奥地利导演迈克尔·哈内克的影片《爱》继2009年的《白色緞带》后再度斩获金棕榈奖；意大利导演马提欧·加洛尼执导的《现实》获评审团大奖；执导《柳暗花明》的墨西哥导演卡洛斯·雷加达斯夺得最佳导演奖；罗马尼亚导演克里斯蒂安·蒙吉编剧、执导的《山之外》获得最佳编剧和最佳女演员（两位女主演分享）两个奖；丹麦演员麦德斯·米科尔森凭借《捕猎》获得最佳男演员奖。

## 主竞赛评审团
- 南尼·莫莱蒂：導演。（評審團主席）
- 希安·阿巴斯（阿拉伯语：هيام عباس）：演員、導演。
- 安德莉亞·阿諾德：導演。
- 艾曼纽·德芙：演員。
- 让-保罗·高缇耶：時尚設計師。
- 黛安·克魯格：演員。
- 伊旺·麥奎格：演員。
- 亞歷山大·潘恩：導演。
- 拉烏爾·佩克（法语：Raoul Peck）：導演。

## 正式競賽片
| 中文片名               | 原始片名                     | 導演                | 國家                                       |
| ---------------------- | ---------------------------- | ------------------- | ------------------------------------------ |
| 《月升王国》（开幕片） | Moonrise Kingdom             | 魏斯·安德森         | 美国                                       |
| 《烈愛重生》           | De rouille et d'os           | 賈克·歐迪亞         | 法國、 比利时                              |
| 《花都魅影》           | Holy Motors                  | 李歐·卡霍           | 法國、 德国                                |
| 《夢遊大都會》         | Cosmopolis                   | 大衛·柯能堡         | 加拿大、 法國、 義大利、 葡萄牙            |
| 《性腥聞》             | The Paperboy                 | 李·丹尼爾斯         | 美国                                       |
| 《奪命無聲》           | Killing Them Softly          | 安德魯·多明尼克     | 美国                                       |
| 《盧哥來唬秀》         | Reality                      | 马提欧·加洛尼       | 義大利、 法國                              |
| 《愛‧慕》              | Amour                        | 麥可·漢內克         | 法國、 德国、 奥地利                       |
| 《无法无天》           | Lawless                      | 約翰·希爾寇特       | 美国                                       |
| 《愛，在他鄉》         | 다른 나라에서                | 洪常秀              |                                            |
| 《慾望豪門》           | 돈의 맛                      | 林常樹              |                                            |
| 《像戀人一樣》         | ライク・サムワン・イン・ラブ | 阿巴斯·奇亞羅斯塔米 | 法國、 日本                                |
| 《天使威士忌》         | The Angels' Share            | 肯·洛區             | 英国、 法國                                |
| 《在霧中》             | В тумане                     | 瑟蓋·洛茲尼察       | 德国、 荷蘭、 白俄羅斯、 俄羅斯 · 拉脫維亞 |
| 《靈慾告白》           | După dealuri                 | 克里斯汀·穆基       | 羅馬尼亞、 法國、 比利时                   |
| 《埃及自由之花》       | بعد الموقعة                  | 尤斯利·納斯拉勒     | 埃及                                       |
| 《泥土》               | Mud                          | 杰夫·尼科尔斯       | 美国                                       |
| 《好戲還在後頭》       | Vous n'avez encore rien vu   | 亞倫·雷奈           | 法國、 德国                                |
| 《舐夢人》             | Post Tenebras Lux            | 卡洛斯·雷加達斯     | 墨西哥、 法國、 德国、 荷蘭                |
| 《浪蕩世代》           | On the Road                  | 華特·薩勒斯         | 巴西、 法國、 英国、 美国                  |
| 《天堂：愛》           | Paradies: Liebe              | 伍瑞克·賽德爾       | 奥地利、 德国、 法國                       |
| 《謊言的烙印》         | Jagten                       | 湯瑪斯·凡提柏格     | 丹麦、 瑞典                                |

## 得獎名單

### 正式競賽單元
- 金棕櫚獎：《愛·慕》 － 麥可·漢內克
- 評審團大獎：《盧哥來唬秀》 － 馬泰歐·賈洛尼
- 評審團獎：《天使威士忌》 － 肯·洛區
- 最佳導演獎：卡洛斯·雷加達斯 － 《舐夢人》
- 最佳劇本獎：克里斯汀·穆基 － 《靈慾告白》
- 最佳男演员奖：邁茲·米克森 － 《謊言的烙印》
- 最佳女演员奖：克莉提娜·芙露圖爾、柯斯米·娜史崔坦 － 《靈慾告白》

### 一種注目單元
- 最佳影片：《露西亞離開之後（西班牙语：Después de Lucía）》 － 米歇爾·法蘭科
- 評審團獎：《龐克不死，只是抓狂（法语：Le Grand Soir (film, 2012)）》 － 班諾·戴爾賓（法语：Benoît Delépine）、葛斯塔夫·科文（法语：Gustave Kervern）
- 最佳演員獎：
  - 蘇珊・克雷蒙（法语：Suzanne Clément） － 《雙面勞倫斯（英语：Laurence Anyways）》
  - 愛蜜麗·德奎恩 － 《如果愛是這樣（英语：Our Children）》
- 特別提及：《塞拉耶佛的孩子（英语：Children of Sarajevo）》 － 艾達·貝吉克（英语：Aida Begić）

### 金攝影機獎
- 金攝影機獎：《南方野獸樂園》 －班·謝特林[6]

### 短片競賽單元
- 短片金棕櫚獎：《沉默》 － L.Rezan Yeşilbaş

### 獨立單位獎項
- 費比西獎：
  - 正式競賽單元：《在霧中（英语：In the Fog）》 － 瑟蓋·洛茲尼察
  - 一種注目單元：《南方野獸樂園》 －班·謝特林
  - 導演雙週單元：《阻撓（英语：Hold Back）》 － 哈契·加伊達尼（英语：Rachid Djaïdani）

## 中国提名电影
- 一《浮城謎事》2012年 (Un Certain Regard - 一种注目)
- 一《反抗者》2011年 (Special Screenings - 特别放映)
- 一《危險關係》2012年 (Directors' Fortnight - 导演双周)
- 一《A計劃》1983年 (Cinéma de la Plage - classic - 经典电影)